# Самарская культура

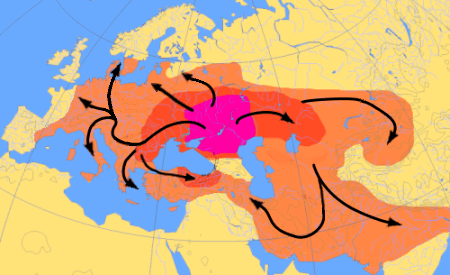
Карта миграций индоевропейцев приблизительно с 4000 по 1000 год до н. э. в соответствии с курганной моделью. Анатолийская миграция могла иметь место через Кавказ или Балканы. Пурпурная область обозначает предполагаемую прародину (самарская культура, среднестоговская культура). Красная область означает область, населённую индоевропейскими народами к 2500 году до н. э., а оранжевая — к 1000 году до н. э.

Сама́рская культура — энеолитическая археологическая культура начала V тысячелетия до н. э., существовавшая в районе Самарской Луки реки Волги. Обнаружена в 1973 году в ходе археологических раскопок близ села Съезжее Богатовского района Самарской области. Позже обнаружено ещё несколько поселений. Сформировалась на основе ранее существовавшей в этом же регионе средневолжской культуры среднего неолита, на востоке граничила с агидельской культурой. Культуры, занимавшие этот ареал позже, иногда также называют самарскими, а собственно самарскую культуру называют культурой раннего энеолита данного региона.

## Этническая принадлежность и прародина индоевропейцев
В рамках курганной гипотезы самарская культура и происходящие от неё хвалынская и ямная культуры считаются индоевропейскими.
По современным исследованиям археогенетиков, население самарской культуры существенно отличается от носителей хвалынской, ямной и других степных культур, которые обычно связываются с ранними носителями индоевропейских языков. Такие глубокие различия в генетике с высокой вероятностью позволяют предположить, что самарские племена, по крайней мере, изначально, принадлежали к другой лингвистической и этнической общности. Однако миграция с юга нового населения нижневолжской группы, переход к новой модели экономики и новым ритуалам, могут быть связаны с распространением в Среднем Поволжье архаических индоевропейских языков.

## География
Ареал самарской культуры располагался в лесостепи к северу от родственной прикаспийской (нижневолжской, северокаспийской) культуры на нижней Волге. 
Другие родственные культуры вместе с самарской объединяют в область, по месту первых находок названную мариупольской. Для культур мариупольского типа характерно определённое сходство погребальных обрядов, керамики и инвентаря, включая останки лошадей в могилах. Общий ареал этих культур охватывает, кроме среднего и нижнего Поволжья, бассейны рек Урала, Дона и Днепра. В могильниках на юго-западе этой области находят украшения из золота и меди, добытой на Балканском полуострове. Распространение медных изделий осуществлялось путём обмена с трипольской и другими западными культурами, а также в качестве трофеев, захваченных при походах.

## Погребения
В могилах обнаружены останки от одного до трёх человек. Над некоторыми погребениями сооружали каирн из камня или небольшой могильный холм, ранний прообраз кургана. Погребальный обряд и археологические находки в могилах самарской культуры в целом аналогичны материальной культуре днепро-донецкой культуры, за одним исключением. На артефактах, найденных в захоронениях, обнаружены изображения лошадей. В могилах также имеются останки лошадей.
Для самарской культуры характерен обычай хоронить мертвых в вытянутом положении на спине, как и во многих других культурах неолита и энеолита степи и лесостепи (Варфоломеевка орловской культуры и др.). Но в некоторых захоронениях могильника Екатериновский мыс впервые в степной зоне появляется обряд захоронения на спине с согнутыми в коленях ногами. В первой половине V тыс. до н. э. этот обычай появляется в раннеэнеолитическом Нальчикском могильнике, наряду с преобладающим положением на боку. В обоих случаях, и в Нальчике, и в могильнике Екатериновский мыс, в таком положении сделано меньшинство захоронений, традиция хоронить на спине с подогнутыми коленями воспринимается как новая или привнесенная со стороны. Источник этого погребального обряда неизвестен, можно только предполагать, что это  — загадочное нижневолжское население прикаспийской культуры, чьи погребения пока не найдены. В последующие тысячелетия эта ритуальная позиция становится основной у степных скотоводов хвалынской, среднестоговской и ямной культур. 

## Хозяйство
К самарской культуре относятся одни из самых ранних свидетельств существования производящего хозяйства (скотоводства) на территории Поволжья. Зуб домашней овцы в могильнике Екатериновский Мыс в Самарской области удалось датировать радиоуглеродным методом ок. 4900 г. до н. э. Домашние животные могли быть получены носителями самарской культуры от нижневолжских племен, которые проникают на территорию среднего Поволжья в этот период. Но в настоящее время эта версия остается неподтвержденной: самые ранние находки домашнего скота на территории нижнего Поволжья относятся даже к немного более позднему времени (кость овцы на стоянке Орошаемое прикаспийской культуры в Саратовской области, 4700-4800 г. до н. э). При этом неясно, откуда в конечном счете получен домашний скот поволжскими племенами, с Кавказа, из Средней Азии или от земледельцев Европы. Проведенные в 70-е-80-е гг. XX в. остеологические исследования мелкого рогатого скота энеолитических культур Поволжья показали, что овцы, используемые местными скотоводами, значительно крупнее, чем домашние животные европейских земледельцев, и больше похожи на образцы неолита южной Туркмении. Последние генетические исследования подтвердили, что овцы энеолитических скотоводов Поволжья получены не от европейских земледельцев, а из «неизвестного восточного источника» (Кавказ, Средняя Азия или Иран). Ок. 6000 г. до н. э. домашние овцы с территории современных Грузии, Азербайджана и Средней Азии (Киргизии) генетически были очень близки друг к другу, образуя единый «восточный кластер», в отличие от домашних овец с территории Малой Азии или Европы. Овцы поволжских скотоводов генетически относятся именно к этому восточному кластеру, а более точно  определить источник их происхождения (Кавказ или Средняя Азия) пока невозможно. Неизвестно, связано ли появление скотоводства в этой местности с племенными миграциями, или домашние животные получены посредством торговли, хотя как раз в VI-начале V тыс. до н. э. в Поволжье появляется население с кавказскими и среднеазиатскими корнями (см. раздел Генетика).
Единственное домашнее животное, которое могло быть самостоятельно одомашнено населением Поволжья – это лошадь. В крупном исследовании 2021 г. Libardo et al лошади поволжских скотоводов V-IV тыс. по результатам генетического анализа считаются частью дикой популяции NEO-NCAS.  При этом лошадь 4586 до н. э. из стоянки Орошаемое прикаспийской культуры демонстрирует генетический дрейф в сторону популяции домашних лошадей DOM2. С учетом того, что лошади DOM2 имеют мутации, связанные с уменьшением агрессивности и увеличением выносливости к нагрузке на позвоночник, которые вряд ли могли накопиться в популяции без участия человека, можно предположить уже на этом этапе какую-то форму «контроля» людей над животными (horse management), характерную для начального этапа доместикации. Для немного более поздней хвалынской культуры в настоящее время получены биоархеологические доказательства верховой езды. В самой самарской культуре лошади в погребальных жертвоприношениях символически группируются вместе с домашними животными. Все это говорит о том, что первые шаги к доместикации лошадей были сделаны уже населением самарской культуры и их южными соседями: скотоводами нижневолжской прикаспийской культуры. 
Скотоводство, скорее всего, еще не было основной экономики: огромную роль по-прежнему играла эксплуатация речных ресурсов Волги, прежде всего, рыболовство. По данным изотопного анализа, главным элементом питания индивидов, погребенных в могильнике Екатериновский мыс, была рыба. 

## Общественные отношения
У населения самарской культуры выделяется прослойка людей, которые интерпретируются как «вожди». Символом их власти стали каменные зооморфные скипетры-булавы, впервые появившиеся именно в самарской культуре, в могильнике Екатериновский мыс. Впоследствии такие булавы распространяются в хвалынской, среднестоговской и других степных культурах. 
Появление политической власти вождей, вероятно, сопровождалось ростом межгруппового или внутригруппового насилия. Так, индивида из погребения № 45 могильника Екатериновский мыс (на реконструкциях его обычно изображают в сложном головном уборе с птичьим клювом), сопровождают, помимо его собственной булавы, еще 2 булавы, а также отрубленные руки и ноги двух индивидов. Весь ансамбль можно интерпретировать как захоронение военного вождя, которого сопровождают символы власти и изрубленные тела убитых врагов (других вождей) в виде военных трофеев. 

## Артефакты
Оружие представляло собой ножи и кинжалы из кремня и кости, которые в могилах лежат в руках или в головах у покойных (даже детей). Кроме того использовались кремнёвые наконечники для стрел и костяные — для пик.
Кроме них, в могилах найдены украшения из кости, вырезанные в форме лошадей или двойной головы быка с отверстиями для крепления на подвесках или лошадиной сбруе.
Керамика в основном представлена сосудами яйцевидной формы с отчётливой окаёмкой. Они не были предназначены для установки на плоскую поверхность и, вероятно, подвешивались на рогатках или укладывались в корзину, и окаёмка нужна была для того, чтобы удерживать сосуд в рогатке ухвата. Сосуд могли нести на плече или грузить на животных.
По периферии сосуды были украшены геометрическим орнаментом из линий, полос, зигзагов или волнистых линий, процарапанных или вдавленных в глиняные стенки гребёнкой. Смысл орнамента понятен при взгляде сверху: это солярный мотив, где роль солнца выполняет горлышко сосуда.
Гончарные традиции населения, оставившего могильник Екатериновский мыс на окраине села Екатериновка, возникли в недрах неолитической орловской культуры Нижнего Поволжья. Такие же гончарные навыки были присущи и для пришлой группы населения, оставившего могильник у села Съезжее в Самарской области, и для части населения ивановского и токского культурных типов в Оренбургской области.

## Религия
Судя по солярному орнаменту керамики, носители культуры поклонялись солнцу. Головы и копыта домашних животных (крупный рогатый скот, овцы, лошади) приносили в жертву, помещая их в специальные неглубокие сосуды поверх могил и посыпая охрой.

## Палеогенетика
В генетическом отношении население Самарской культуры в основном сформировалось на местной неолитической основе. По аутосомным генам носители самарской культуры на 76-83% происходят от неолитических охотников-собирателей Среднего Поволжья (таких, как индивид из могильника Лебяжинка, ок. 5500 г. до н. э.). Оставшиеся 17-24% получены от нижневолжских популяций V тыс. до н. э., в родословной которых сочетались гены восточных охотников-собирателей (EHG) Восточной Европы, кавказских охотников-собирателей (CHG) Закавказья и неолитических обитателей Средней Азии (описаны по образцу Туткаул, Таджикистан). Это нижневолжское население представлено могильником Бережновка в Волгоградской области. 
Реальные этнические процессы VI-V тыс. в Среднем Поволжье, вероятно, включали несколько эпизодов миграции с Юга и Востока, а среди нижневолжских популяций были пока не исследованные группы, чья генетика несколько отличалась от бережновской. Об этом свидетельствует «вариабельность» среднеазиатского генетического компонента у разных групп самарской культуры. Например, в основном памятнике самарской культуры, Съезжее, доля нижневолжской родословной в целом выше, чем в недавно открытом могильнике Екатериновский Мыс (оба памятника датируются примерно 5000-4500 г. до н. э.). Однако доля среднеазиатского генетического компонента в Съезжем ниже 2%, а у группы, оставившей Екатериновский Мыс – минимум в 2 раза больше, ок. 4%. Впоследствии среднеазиатский генетический компонент в сравнении с кавказским особенно сильно проявляется у населения хвалынской культуры. «Кавказская» родословная энеолитических самарцев не имеет отношения к культурам кавказского неолита: вместе с ней поволжские скотоводы не приобрели генетического компонента месопотамских земледельцев, который присутствовал у всех кавказских земледельческих групп. Ближе всего кавказский компонент носителей самарской культуры к генетике мезолитических обитателей Грузии из пещеры Котиас Клде (ок. 7700 г. до н. э.).
В могильнике Екатериновский Мыс у носителей самарской культуры выявлены следующие Y-хромосомные группы: Q-M930 (Q1b1a), Q-L53 (Q1b1), R-V1636 (R1b1a2), R-L754 (R1b), R1b-P297, Q-M1107 (Q1b1a), P-P337 (P1); в могильнике Съезжее – Y-хромосомные гаплогруппы R-V1636 (R1b1a2) и ее нисходящий субклад R-V1274 (R1b1a2a). Гаплогруппа R-V1636, распространенная у носителей самарской культуры, также отмечена у индивида из Нальчикского могильника на Северном Кавказе ок. 4500 до н. э. Во 2-й половине V тыс. этот субклад на тысячелетие становится доминирующим у скотоводов черноморско-каспийских степей. Субклад R1b-P297 отмечен уже у охотника-собирателя из Лебяжинка (ок. 5500 г. до н. э), он встречается также у других групп восточноевропейских охотников-собирателей: в льяловской культуре междуречья Волги и Оки,  культуре Кунда в Латвии. Дочерний субклад R1b-P297, R1b-M269, впоследствии становится преобладающим у населения ямной культуры. Кроме того, у индивидов Самарской культуры обнаружены митохондриальные гаплогруппы U4, U4a2, U5a1+@16192, U5a2, U4a, U4a2c, U2e1f1, U4a3, U5a1i, U4a3, U4a1, U5a1, U4d, U5a1b, U4a1, U2e1b, U5a1d, R1b1, U2e1 (supplementary table).